# Archikatedra Najświętszej Maryi Panny w Sydney
Archikatedra Najświętszej Maryi Panny w Sydney (ang. Saint Mary's Cathedral, Sydney) – kościół arcybiskupi archidiecezji Sydney w Australii, siedziba prymasa Australii. Od 1930 roku nosi również tytuł bazyliki mniejszej. Świątynia została zbudowana w stylu neogotyckim. Jest to największy kościół Australii.

## Historia
Pierwsi katoliccy księża przybyli do Australii w 1820. Budowę kościoła rozpoczęto rok później. W 1835 mianowano pierwszego biskupa Sydney. W tym samym roku kościół otrzymał status katedry. Trzydzieści lat później doszczętnie spłonął. W 1905 katedra została konsekrowana, mimo że jej odbudowę zakończono dopiero 23 lata później. W 1930 Pius XI nadał jej tytuł bazyliki mniejszej. W 1970 w świątyni modlił się Paweł VI. Ponadto została ona dwukrotnie odwiedzona przez Jana Pawła II. 

## Architektura
Kościół został zbudowany z australijskiego piaskowca. Posiada dwie wieże o wysokości 75 metrów i trzecią o wysokości 45 metrów. Jedną z kaplic katedry poświęcono irlandzkim świętym. Ołtarz wykonano z marmuru. W krypcie pochowani są katoliccy biskupi Sydney.

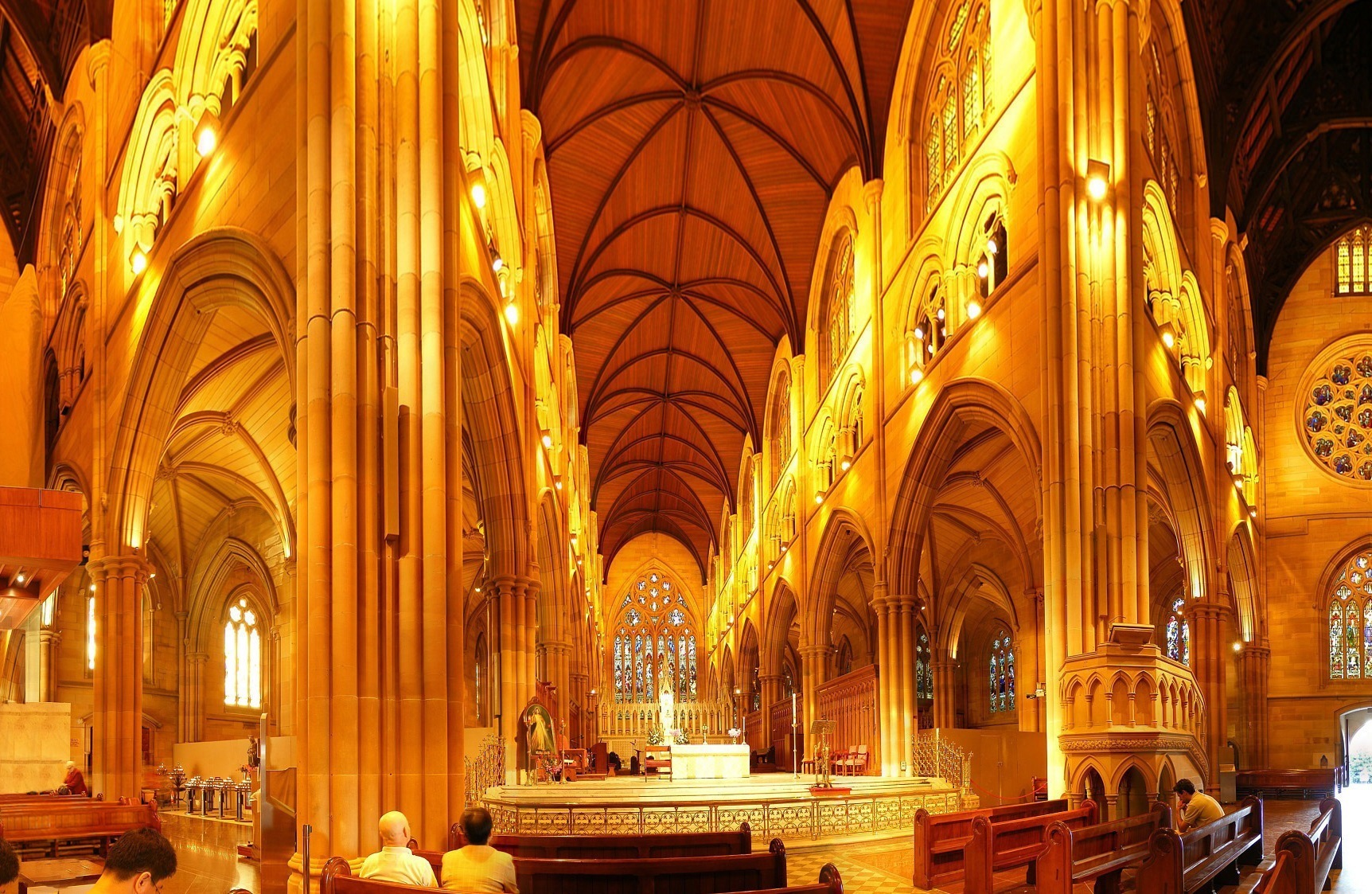
Wnętrze świątyni